# Cyanea
Cyanea es un género de plantas fanerógamas perteneciente a la familia Campanulaceae.  Nativas de Hawái donde se encuentra en las selvas densas.  Comprende 132 especies descritas y de estas, solo 78 aceptadas.

## Descripción
La mayoría son simples tallos o un conjunto de ramas cerca del suelo, pero unas pocas especies, tales como C. stichtophylla crece como arbusto multi ramas. Otras como C. leptostegia puede crecer hasta los 9 metros de altura, algo notable dada la delgadez de su tallo y lo blando de su madera.  
Parte de la razón que permite a Cyanea que alcance esa altura es debido a crecer en la profundidad de la selva densa, con estrechos pasillos hacia la luz y en ausencia de viento.
Muchas especies se han extinguido o no han sido vistas en décadas. Incluye a C. arborea, C. comata, y C. pohaku.

## Taxonomía
El género fue descrito por Charles Gaudichaud-Beaupré y publicado en Voyage autour du monde, entrepris par ordre du roi, . . . éxécuté sur les corvettes de S. M. l'Uranie et la Physicienne, pendant les années 1817, 1818, 1819 et 1820; . . . Botanique 457. 1829. La especie tipo es: Cyanea grimesiana Gaudich.†

## Especies aceptadas
A continuación se brinda un listado de las especies del género Cyanea aceptadas hasta octubre de 2013, ordenadas alfabéticamente. Para cada una se indica el nombre binomial seguido del autor, abreviado según las convenciones y usos.
- Cyanea aculeatiflora Rock
- Cyanea acuminata* (Gaudich.) Hillebr.
- Cyanea angustifolia* (Cham.) Hillebr.
- Cyanea arborea Hillebr.†
- Cyanea asarifolia H.St.John
- Cyanea asplenifolia (H.Mann) Hillebr.
- Cyanea baldwinii C.N.Forbes & G.C.Munro
- Cyanea calycina Lammers
- Cyanea comata Hillebr.†
- Cyanea copelandii* Rock
- Cyanea coriacea (A.Gray) Hillebr.
- Cyanea crispa* Gaudich.
- Cyanea degeneriana E.Wimm.
- Cyanea dolichopoda Lammers & Lorence†
- Cyanea dunbarii Rock †
- Cyanea eleeleensis (H.St.John) Lammers
- Cyanea elliptica (Rock) Lammers
- Cyanea eriantha Skottsb.
- Cyanea fauriei H.Lév.
- Cyanea fissa (H.Mann) Hillebr.
- Cyanea giffardii Rock - Hawái†
- Cyanea glabra* (E.Wimm.) St. John †
- Cyanea grimesiana* Gaudich.†
- Cyanea habenata (H.St.John) Lammers
- Cyanea hamatiflora* Rock
- Cyanea hardyi Rock
- Cyanea hirtella (H.Mann) Hillebr.
- Cyanea horrida (Rock) O.Deg. & Hosaka
- Cyanea humboldtiana* (Gaudich.) Lammers, Givnish & Sytsma
- Cyanea kahiliensis (H.St.John) Lammers
- Cyanea kolekoleensis (H.St.John) Lammers
- Cyanea koolauensis* Lammers Givnish & Sytsma
- Cyanea kunthiana Hillebr. - Maui
- Cyanea lanceolata (Gaudich.) Lammers, Givnish & Sytsma - Oahu
- Cyanea leptostegia A.Gray - Kauai
- Cyanea linearifolia Rock - Kauai†
- Cyanea lobata* H.Mann - Lanai, Maui (west)
- Cyanea longissima (Rock) H.St.John - Maui (east)†
- Cyanea longiflora* Wawra - Oahu
- Cyanea macrostegia* Hillebr. - Lanai, Maui
- Cyanea mannii* (Brigham) Hillebr. - Molokai
- Cyanea marksii Rock - Hawái (Kona)
- Cyanea mceldowneyi* Rock - Maui (east)
- Cyanea membranacea Rock - Oahu
- Cyanea obtusa (A.Gray) Hillebr. - Maui†
- Cyanea parvifolia C.Forbes - Kauai
- Cyanea pilosa A.Gray - Hawái
- Cyanea pinnatifida* (Cham.) E.Wimm. - Oahu
- Cyanea platyphylla* (A.Gray) Hillebr. - Hawái
- Cyanea pohaku Lammers - Maui (east)†
- Cyanea procera* Hillebr. - Molokai†
- Cyanea profuga C.Forbes - Molokai†
- Cyanea purpurellifolia Rock - Oahu
- Cyanea pycnocarpa (Hillebr.) E.Wimm. - Hawái†
- Cyanea quercifolia (Hillebr.) E.Wimm. - Maui (east)†
- Cyanea recta* (Wawra) Hillebr. - Kauai†
- Cyanea scabra Hillebr. - Maui (west)
- Cyanea shipmanii* Rock - Hawái
- Cyanea solenacea Hillebr. - Molokai
- Cyanea solenocalyx Hillebr. - Molokai
- Cyanea spathulata (Hillebr.) A.Heller - Kauai
- Cyanea st.-johnii* (Hosaka) Lammers, Givnish & Sytsma - Oahu
- Cyanea stictophylla* Rock - Hawái (Kona, Kau)
- Cyanea superba* (Cham.) A.Gray - Oahu
- Cyanea sylvestris A.Heller - Kauai
- Cyanea tritomantha A.Gray - Hawái
- Cyanea truncata* (Rock) Rock - Oahu
- Cyanea undulata* C.Forbes - Kauai†